# Vörös pálmamoszat
A vörös pálmamoszat vagy vörös pálmaalga (Palmaria palmata) a vörösmoszatok közé tartozó tengeri növény.

## Elterjedése
Az Európa nyugati (főleg a Brit-szigetek és Skandinávia), Ázsia északkeleti (Japán, Korea, Oroszország) és Észak-Amerika (Kanada, Alaszka) partvidékeinek sekély vizeiben gyakori. A Kalifornia partjainál honos Palmaria mollis fajt korábban a Palmaria palmata egy változatának tartották.

## Megjelenése
A moszatnak egy kis korong alakú rögzítőkészüléke van, amivel a part menti sziklákhoz vagy más moszatokhoz rögzül. A rögzítőkészülékből kb. 40 cm átmérőjű, szívós, bőrnemű, ujjszerűen elágazó lebenyekre tagolódó telepet nevel. A telep színe, lehet mélyvörös, vagy vörösesbarna.

## Szaporodása
Szaporodása nemzedékváltakozásos. Tavasszal és nyár elején tömegesen fejlődik.

## Felhasználása
A megmosott és felszeletelt lemezeit nyersen salátákba használják, de főzelékként is kedvelt. Nagyon szívós, ezért sokáig kell főzni. Szárítás és őrlés után zöldséges ételek, saláták ízesítője lehet. A moszat ásványi anyagokban, különösen káliumban és magnéziumban gazdag, de magas jódtartalma miatt is értékes tápanyag.